# Vulkanausbrüche an der Sundhnúkur-Kraterkette seit 2023

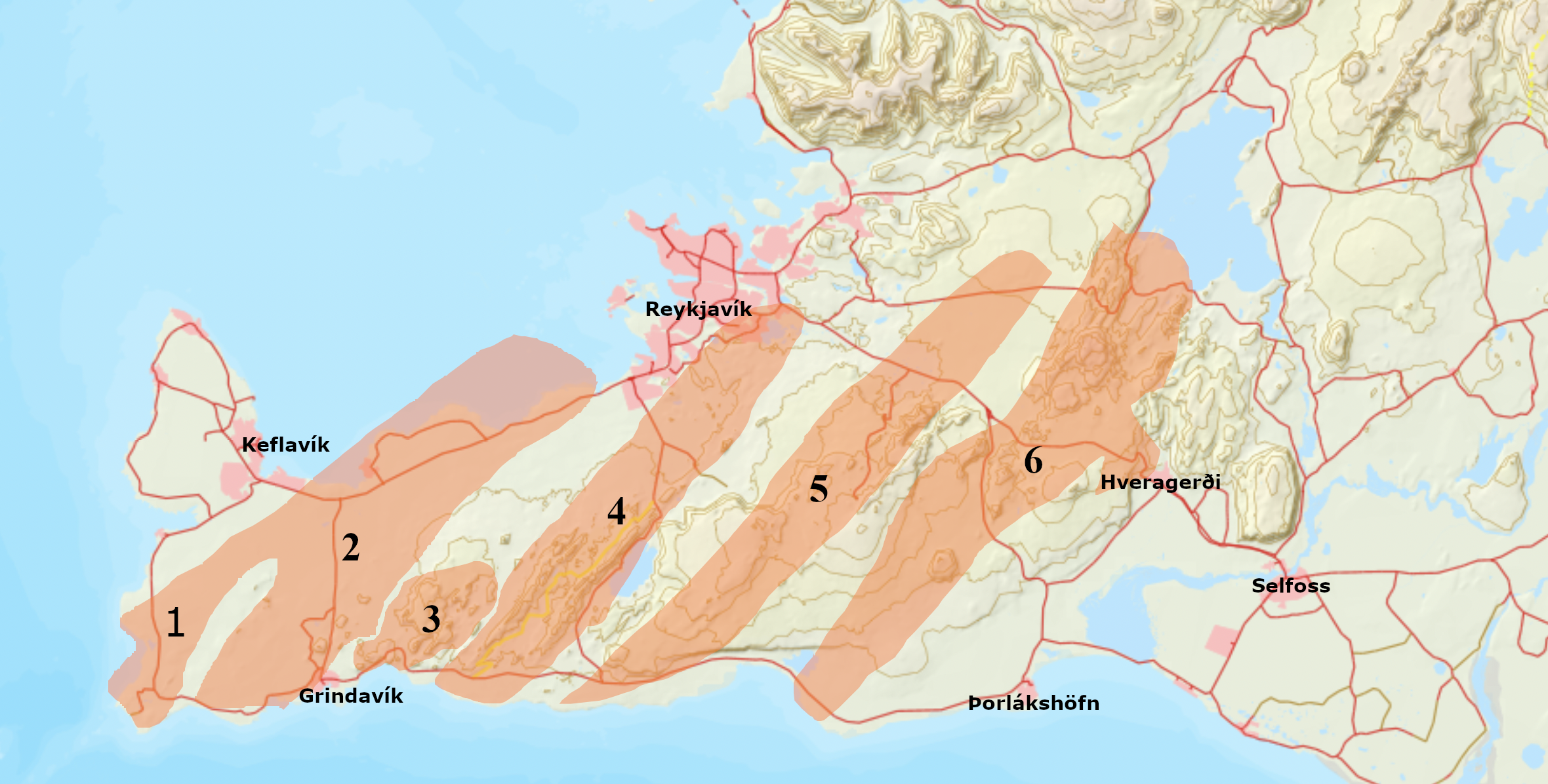
Die Vulkansysteme der Halbinsel Reykjanes (vermutete Ausdehnungen): (1) Reykjanes, (2) Eldvörp-Svartsengi, (3) Fagradalsfjall, (4) Krýsuvík, (5) Brennisteinsfjöll, (6) Hengill

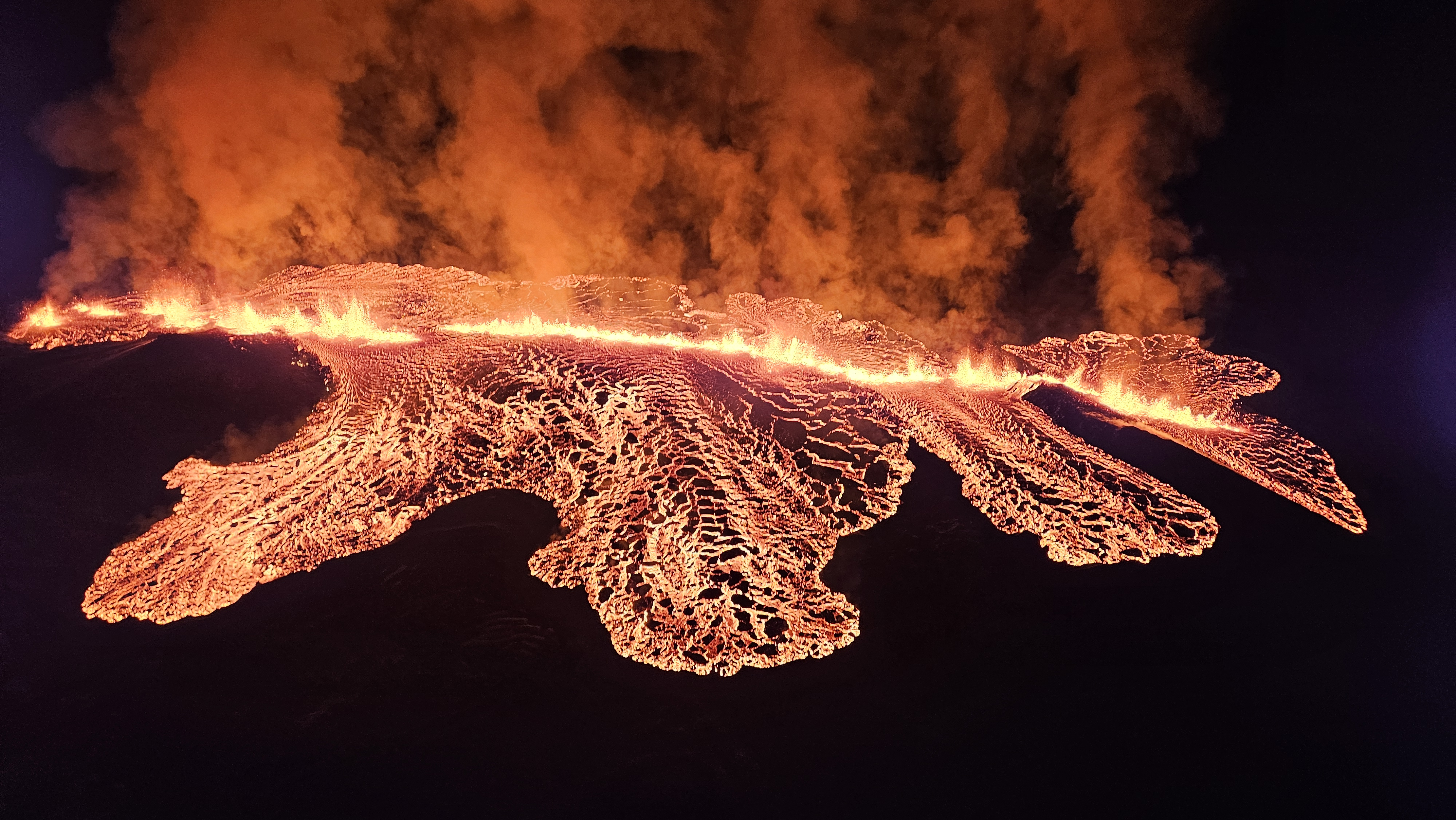
Eruption nördlich von Grindavík, 14. Januar 2024

Die Phase von Vulkanausbrüchen an der Sundhnúkur-Kraterkette seit 2023 im Svartsengi-Vulkansystem auf der Reykjanes-Halbinsel im Südwesten Islands begann am 18. Dezember 2023 mit dem Aufbrechen einer Spalte nördlich der Hafenstadt Grindavik. Seither folgten mehrere weitere Ausbrüche, zuletzt im Juli 2025. Beim Ausbruch im Januar 2024 wurde Grindavík von der Lava erreicht. Die vulkanische Aktivität ist eine Folge von geologischen Verschiebungen zwischen der Nordamerikanischen Platte und der Eurasischen Platte.
Seit März 2021 gab es bereits mehrere Eruptionen beim benachbarten Fagradalsfjall, zuletzt im Juli 2023. Auf der Halbinsel Reykjanes hatte es zuvor seit fast 800 Jahren keinen Vulkanausbruch mehr gegeben; der letzte vorherige Ausbruch ereignete sich 1240 in der Sturlungen-Zeit.

## Vorgeschichte

### Erdbebenschwärme und Intrusionen ab dem 25. Oktober 2023
Nachdem es nach Beendigung des dortigen Ausbruchs vom Juli 2023 einige Erdbebenschwärme im Bereich des Fagradalsfjall gegeben hatte und sich in dem Gebiet auch eine leichte Magmaintrusion im Untergrund ereignete, setzte am 25. Oktober 2023 erneut ein starker Erdbebenschwarm mit maximalen Magnituden von 3,5 und 4,5 im Fagradalsfjall- und im Þorbjörn-Gebiet ein. Bis zum 28. Oktober wurden mehr als 7000 Erdbeben registriert. Am 28. Oktober 2023 wurde dann auch im Þorbjörn-Gebiet eine Bodenerhebung beobachtet, die auf eine Magmaintrusion im Untergrund hindeutet. Diese Erhebung befindet sich in der Nähe der Blauen Lagune; Grindavík liegt 4 bis 5 km südlich. Auch 2020 und 2022 wurden in diesem Gebiet vergleichbare Erhebungen gemessen, aber die neuerliche Erhebung verlief viel schneller als die vorherigen. So wurde nach der Auswertung von Messdaten festgestellt, dass sich im Þorbjörn-Gebiet der Boden in 48 Stunden vom 27. Oktober bis zum 29. Oktober 2023 um 3 cm gehoben hatte. Die komplexe Gesamtlage mit zwei dicht zusammenliegenden Intrusionen und dem Auf und Ab der Erdbebenschwärme erschwerte eine Einschätzung der Situation.
Am 28. Oktober 2023 um 15:00 UTC setzte das Icelandic Meteorological Office die Warnkennzeichnung für den Luftverkehr für diese Region auf gelb.
Am Abend des 2. November 2023 wurde in Grindavík eine Informationsveranstaltung mit Vertretern von Katastrophenschutzorganisationen und Wissenschaftlern abgehalten. Ein Ausbruch im Þorbjörn-Gebiet bedrohe die Blauen Lagune, das Kraftwerk Svartsengi und dessen Rohrsystem sowie die Verbindungsstraße von Grindavík nach Reykjavík. Speziell der Ausfall des Geothermiekraftwerkes oder eine Unterbrechung der Dampf- und Stromleitungen könnte zu weiten Ausfällen der Kalt- und Warmwasserversorgung sowie der Stromversorgung führen. Der lokale Energieversorger würde sich vom isländischen Übertragungsnetzbetreiber Landsnet 6 bis 7 transportable Dieselgeneratoren mit je 1,2 MW Leistung leihen und diese bei Bedarf aufstellen. Trotzdem würde ein Ausfall der geothermischen Warmwasserversorgung zu einem erhöhten Bedarf an elektrischer Heizleistung führen, der nicht gedeckt werden könne und zu Stromrationierungen auf 2 bis 3 kW pro Haus führen würde. Landsnet könne innerhalb eines Tages in der Lage sein, die Stromversorgung herzustellen. Wann die Notstromdiesel tatsächlich aufgestellt würden, war aber unklar, da die Infrastruktur dafür noch aufzubauen sei. Benedikt Gunnar Ófeigsson vom Isländischen Meteorologischen Amt teilte dazu mit, dass man die Situation zurzeit nur beobachte und es zurzeit nicht möglich sei zu sagen, ob überhaupt ein Ausbruch stattfinden würde. Daher würde auch die Blaue Lagune noch nicht geschlossen. Der Zivilschutz beurteile die Lage aufgrund von Daten des Isländischen Meteorologischen Amtes und werde gegebenenfalls eine Schließung und Evakuierung einleiten. Der Betreiber der Blauen Lagune könne auf Verlangen sehr schnell reagieren. Vergleichbare Bodenbewegungen hätte es schon vorher gegeben, aber letztlich sei der Ausbruch dann nicht immer oder irgendwo anders erfolgt.
Währenddessen intensivierte sich der Erdbebenschwarm nach kurzer Abschwächung wieder. In der Nacht vom 2. auf den 3. November 2023 fanden neben Hunderten sehr kleiner Erdbeben ein Beben der Stärke 4,2 und sechs einer Stärke über 3 statt. Ihre Ursache wurde in einer Magmaintrusion in ca. 5 km Tiefe vermutet. Die Hebung des Geländes hielt weiter an, so dass auch weiterhin mit Erdbeben gerechnet wurde. Þorvaldur Þórðarson äußerte die Ansicht, dass man möglicherweise nur Stunden bis Tage von einem Ausbruch entfernt sei, und darum sei auch bei Evakuierungsplänen in Stunden zu denken. Nach seiner Ansicht bewegte sich das Magma aus einer Tiefe von 4 bis 5 km nach oben und sei schon dicht unter der Oberfläche. Die Erdbeben erfolgten an einer bereits bekannten Störungszone. Er fürchtete, dass der Ausbruch diesmal sehr plötzlich erfolgen könnte, da das Magma vermutlich sehr gasreich sei. Dabei könnten sich Lavafontänen bilden, die insbesondere in der ersten Zeit des Ausbruches viel Lava fördern würden. Schlimmstenfalls könnte sich dann mehrere Dutzend km/h schnell fließende Lava bilden, was für die Menschen dort sehr gefährlich werden könne. Eine konträre Ansicht dazu vertrat Benedikt Gunnar Ófeigsson, der beim Isländischen Meteorologischen Amt für Bodenverschiebungsmessungen zuständig ist. Nach seiner Ansicht trete der durchaus heftige Erdbebenschwarm an einer bekannten aktiven nord-südlich verlaufenden Verwerfung westlich von Þorbjörn auf und die Erdbeben seien von Verschiebungen an den tektonischen Platten und weniger von der Magmaintrusion verursacht. Bis jetzt bestünden nur Anzeichen, dass sich Magma nordwestlich von Þorbjörn in einer Tiefe von 5 bis 6 km ansammle, aber nicht dass es aufsteigen würde. Trotzdem würde das betreffende Gebiet genau beobachtet. Am 5. November 2023 hielten die Hebungen westlich des Berges Þorbjörn und die Erdbebentätigkeit unvermindert an. Nach einer Abschwächung hatte sich diese wieder verstärkt. Möglicherweise wurde im Erdbebenschwarm eine kurze Episode von vulkanischem Tremor beobachtet. Der Zivilschutz kündigte für den 8. November 2023 eine Informationsveranstaltung für die Bewohner des Gegend an, bei der es in erster Linie um einen möglichen Ausfall der Warmwasser- und der Stromversorgung gehen solle. Danach wurde vom Zivilschutz ein Evakuierungsplan mit drei Fluchtkorridoren für die Stadt Grindavík veröffentlicht.
Am 6. November 2023 teilte Kristín Jónsdóttir, die Leiterin des IMO mit, dass die Linse des angesammelten Magmas in 5 km Tiefe nun durchschnittlich 1 m dick sei und ein Volumen von 6 Millionen Kubikmetern enthalten würde. Diese Intrusion würde sich von derjenigen der vorhergehenden Ausbrüche in Fagradalsfjall dadurch unterscheiden, dass sie nicht vertikal wie diese ausgerichtet sei (ein Dyke), sondern als horizontaler Sill. Magma sei aber nicht dabei aufzusteigen. Zu diesem Zeitpunkt galt ein Ausbruch westlich und nördlich des Berges Þorbjörn und auf Sýlingarfell am wahrscheinlichsten. Víðir Reynisson, Direktor für Katastrophenschutz erwähnte, dass man seit der ersten dort beobachteten Intrusion 2022 Pläne gemacht hätte, wie man einer solchen Situation begegnen könnte. So prüfe man Überlegungen, Wasser auf etwaige Lavaströme zu sprühen, um diese an den Fronten abzukühlen und dadurch zu lenken, wie beim Ausbruch des Eldfell auf Heimaey. Kristinn Harðarson, CEO von HS Orka, dem Betreiber des Geothermiekraftwerkes Svartsengi, teilte mit, dass man ebenfalls Pläne für eine Reaktion auf einen Ausbruch gemacht hätte, so würde man im Falle eines Ausbruches seine Mitarbeiter vom Kraftwerk abziehen, und dieses ferngesteuert bedienen. Ebenso sprach er von der Möglichkeit, Lavaströme mit Wasser zu kühlen und dadurch zu lenken. Des Weiteren würden Bohrlöcher mit Schotter abgedeckt, so dass man sie später wieder ausgraben und instand setzen könnte.
Am 7. November 2023 teilte ein Telekommunikationsunternehmen mit, dass in der betroffenen Gegend zusätzliche Mobilfunkbasisstationen aufgestellt worden seien, um im Falle eines Ausbruchs Behörden und Rettungskräfte mit einem dichten Netz versorgen zu können. Ebenso wurden Reserveverbindungen zum Geothermiekraftwerk Svartsengi hergestellt, um dieses besser und ausfallsicherer fernsteuern zu können. Víðir Reynisson sprach am 8. November 2023 von einem System von Deichen, die bei einer Höhe von 6 bis 8 Metern das Geothermiekraftwerk und die „Blaue Lagune“ schützen sollen. Die Deiche sollten ca. 4 km lang sein und in passender Höhenlage durch das Gelände verlaufen, um diese Lokalitäten abzuschirmen. Die Zeit bis zur Fertigstellung könnte 45 Tage betragen, aber man könnte schon mit den Fundamenten beginnen, und diese könnten dann im Falle eines Ausbruches schnell einen wirksamen Schutz bieten, der dann verstärkt werden müsste. Darum könnte es sogar dann sinnvoll sein, mit dem Bau zu beginnen, wenn der Erdbebenschwarm wieder ohne Ausbruch abklingen würde, da man dann besser auf zukünftige Ereignisse vorbereitet sei. Nach Einschätzung von Wissenschaftlern müsse man in absehbarer Zukunft mit der Wiederholung solcher Ereignisse rechnen.
Am 9. November 2023 teilte das Touristenzentrum „Blaue Lagune“ mit, dass es für eine Woche schließen werde. In den frühen Morgenstunden des 9. November 2023 gab es in der Gegend der Intrusion beim Geothermiekraftwerk Svartsengi einen starken Erdbebenschwarm, wobei das stärkste Beben eine Magnitude von 5 hatte. Am 10. November 2023 beschloss die Justizministerin Guðrún Hafsteinsdóttir per Verordnung, mit dem Bau der Deiche um das Kraftwerk zu beginnen, da man keine Zeit habe, auf Beschlüsse des Althing zu warten.

### Bildung eines Grabenbruches unter der Stadt Grindavík

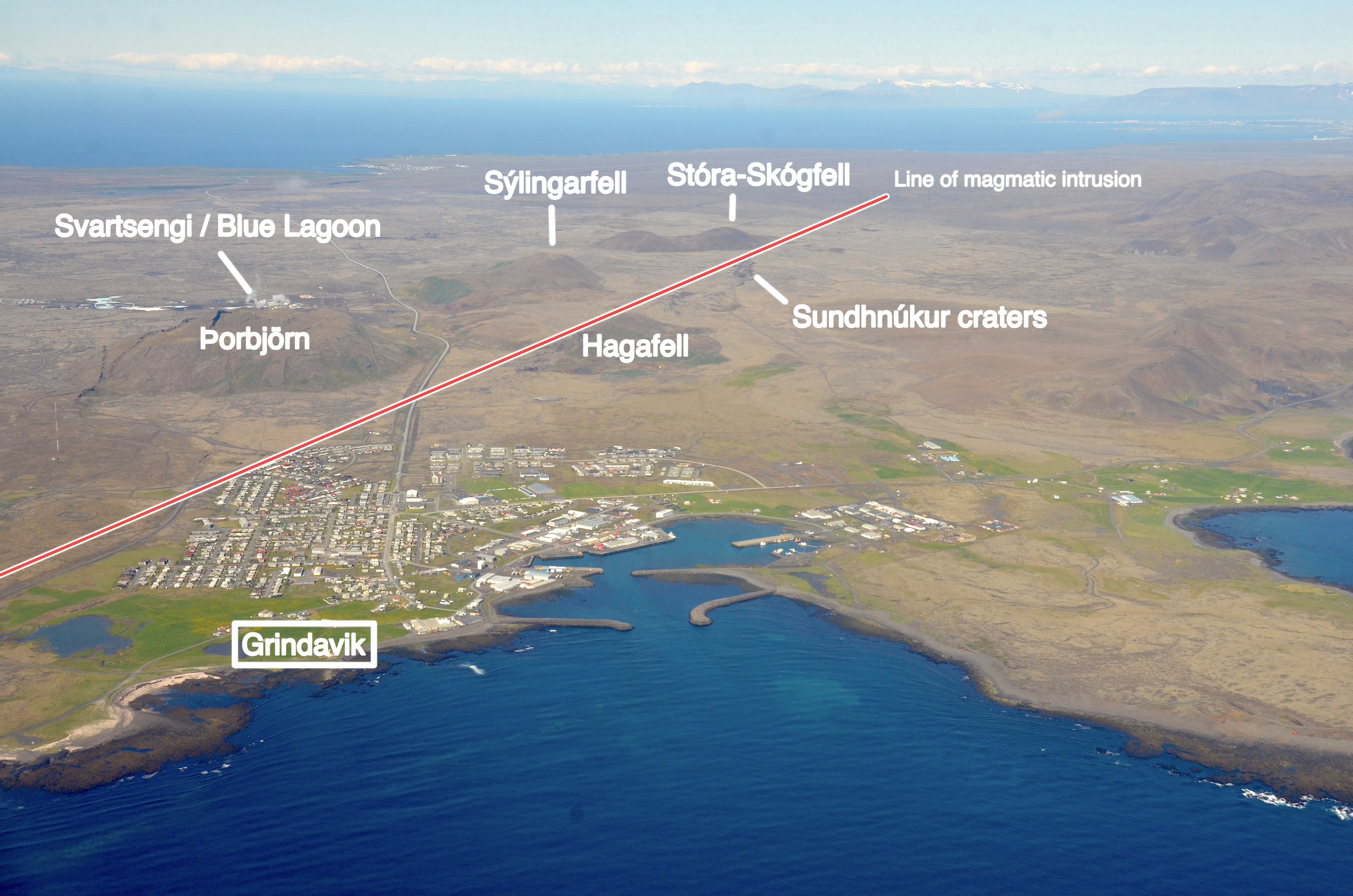
Grindavík mit dem Berg Þorbjörn, der Blauen Lagune, Hagafell und dem Atlantischen Ozean (Aufnahme vom Juni 2022)

Am Nachmittag des 10. November 2023 begann ein extrem starker Erdbebenschwarm nordwestlich und danach ein zweiter nordöstlich von Grindavík. Daraufhin erklärte der Katastrophenschutz Grindavík zur Gefahrenzone.
Am 10. November 2023 um 17:09 UTC setzte das Icelandic Meteorological Office die Warnkennzeichnung für den Luftverkehr für diese Region auf Orange. Ebenso wurde am 10. November 2023 das Küstenwachtschiff „Thor“ nach Grindavík verlegt, um Grindavík mit Notstrom zu versorgen und Pumpenleistung zur Verfügung zu stellen, sollte es nötig werden, einen Lavastrom mit Wasser zu kühlen. Wegen der zu dem Zeitpunkt extrem unklaren Gefahrenlage (die Erdbeben verlagerten sich gerade nach Süden zum Meer hin), legte das Schiff aber vorerst in Hópsnes an.
In der Nacht vom 10. auf den 11. November 2023 wurde die Stadt zwischen 23 Uhr und 2:30 Uhr vollständig evakuiert, nachdem das Zentrum der seismischen Aktivität sich in Richtung Grindavík bewegt hatte und die Behörden nicht ausschließen konnten, dass sich innerhalb der Stadtgrenzen eine Vulkanspalte öffnet. Das Personal des Svartsengi-Kraftwerks musste das Gelände des Kraftwerks aus Sicherheitsgründen verlassen. Die folgende Intrusion erzeugte einen Riss von ca. 15 km Länge an der Erdoberfläche von Kálffellsheiði nordöstlich von Grindavík aus entlang der Sundhnúkur-Kraterreihe, dann weiter östlich am Berg Þorbjörn und dann knapp westlich an Grindavík vorbei, um südwestlich von Grindavík im Meer zu enden. Er hat eine Breite von ungefähr einem Meter. Das Magma wurde dort in ca. 800 m Tiefe festgestellt.
Durch die Erdbeben vom 10. und 11. November 2023 wurden Häuser, Straßen und Infrastruktur von Grindavík deutlich beschädigt. Einwohnern wurde am 13. November 2023 kurzfristig erlaubt, zurückgebliebene Wertgegenstände und Haustiere zu holen. Des Weiteren wurden die Bauarbeiten an der Lavadeichanlage um Svartsengi wieder aufgenommen, nachdem sie wegen der starken Erdbeben am 10. und 11. November unterbrochen worden waren.
Die Erdbebentätigkeit setzte sich entlang der Intrusion auch am 13. November 2023 weiter fort: seit Mitternacht bis zum Nachmittag wurden 900 Erdbeben gezählt. Die Hauptaktivität lag dabei zwischen der Sundhnúkur-Kraterreihe und Grindavík in 2 bis 5 km Tiefe. Die Auswertung von Satellitendaten zeigte eine grabenbruchähnliche Struktur, die durch Teile von Grindavík verläuft.
Am 14. November 2023 bestand die Erdbebenaktivität auf niedrigem aber konstantem Niveau weiter. Das IMO teilte mit, dass seit 0 Uhr bis zum Nachmittag ca. 800 Erdbeben stattgefunden hätten, das stärkste davon mit einer Magnitude von 3,1. Die meisten Erdbeben würden sich entlang der Magmenintrusion ereignen, in einer Tiefe von 3–5 km. Allerdings seien es meistens Mikrobeben. Aufgrund von Modellrechnungen wurde der Magmenzustrom am 12. und 13. November auf 75 m³/s geschätzt, mit einer oberen Grenze der Intrusion in einer Tiefe von 800 m. Einwohner von Grindavík durften erneut in ihre Häuser, um dort Wertsachen auszuräumen. Doch wurde kurz vor 15 Uhr am 14. November dieser Zutritt abgebrochen, weil Messgeräte eine erhöhte Konzentration von Schwefeldioxid gemessen hatten. Obwohl diese Schwefeldioxidkonzentration noch gesundheitlich unbedenklich war, wurde sie als zusätzliches Warnzeichen für einen möglichen Ausbruch gesehen, da es ein Indiz dafür sei, dass sich das Magma sehr dicht unter der Erdoberfläche befinde. Bei den für diese Schwefeldioxidmessungen verwendeten Messinstrumenten handelte es sich um differenzielle optische Absorptionsspektroskope, welche die Absorption von Spektrallinien des Tageslichtes durch Schwefeldioxid messen. Ihre Verwendung ist daher auf klares Wetter bei Tageslicht beschränkt.
Am 15. November 2023 ging die seismische Aktivität unvermindert zum Vortag weiter. Von Mitternacht bis gegen Mittag wurden 800 meistens sehr schwache Erdbeben beobachtet. Die meisten davon ereignen sich in dem sich abzeichnenden Grabenbruch in einer Tiefe von 3–5 km. Speziell an den Enden scheint die Magmaintrusion zu erstarren, aber beim Sundhnúkur strömt immer noch frisches Magma hinzu. Das zeigt auch die anhaltende Geländedeformation. Die zuströmende Magmamenge wurde dabei auf 75 m³/s geschätzt, ca. das dreifache der Menge wie bei den Ausbrüchen in den letzten Jahren, und als möglicher wahrscheinlichster Ausbruchsort wurde nun Hagafell östlich von Þorbjörn und nördlich von Grindavík geschätzt. Ein Glasfaserdatenkabel des Betreibers des Geothermiekraftwerkes Svartsengi, welches von Svartsengi westlich von Þorbjörn nach Arfadalsvík verläuft, wurde nun als permanentes hochsensibles Seismometer verwendet. Die Risse, die nun in Grindavík für Probleme sorgen, waren schon in den 1960er Jahren bekannt und damals offen im Gelände sichtbar. Gegen 16:48 Ortszeit fiel in den östlichen Teilen von Grindavík der Strom aus. Als Grund wurden die Schäden durch Bodensenkungen und -risse in Grindavík angesehen. Außerdem wurde das Küstenwachtschiff Þór, das vor Grindavík stationiert wurde, durch das Küstenwachtschiff Freyja ausgetauscht. Der Stromausfall in Grindavík war auch am Nachmittag des 16. November 2023 nicht behoben. Lediglich die Warmwasserversorgung zum Heizen konnte wiederhergestellt werden. Ursache für den Stromausfall war eine an dem großen Riss gerissene Hauptleitung. Es wurde daran gearbeitet diese schadhafte Stelle zu flicken, aber es ist unklar, wie lange diese Reparatur hält, und ob nicht mittlerweile viele andere Schäden durch die Risse und Bodensenkungen die Inbetriebnahme weiter hinauszögern.
Der Vulkanologe Þorvaldur Þórðarson erläuterte als eine weitere Arbeitshypothese für den Grabenbruch und die bisher nicht stattgefundene Eruption, dass man die Situation auch andersherum betrachten könne. Statt hochsteigendem Magma, das den Graben aufsprengt und seine Schultern auseinanderdrückt, könne es auch sein, dass die tektonischen Kräfte den Spalt aufrissen, in dem nun Magma langsam wie Wasser zwischen den Teilen einer zerbrochenen Eisscholle emporsteige. Das steigende Magma wäre dann nicht die Ursache, sondern die Folge der Ereignisse. Dazu betrachtete er auch die angegebene Menge der Magmenströmung. Nach seiner Ansicht sei dieses kein gemessener, sondern ein nach Modellen errechneter Wert, und wenn wirklich 75 m³/s Magma intrudierten, so würde sich die Situation schneller entwickeln.
Am 17. Dezember 2023 wurde das Bad der blauen Lagune wieder geöffnet, aber die Hotels blieben geschlossen, und der Zugang wurde auf mit Bussen anreisende Tagesgäste beschränkt.

## Ausbruch Dezember 2023

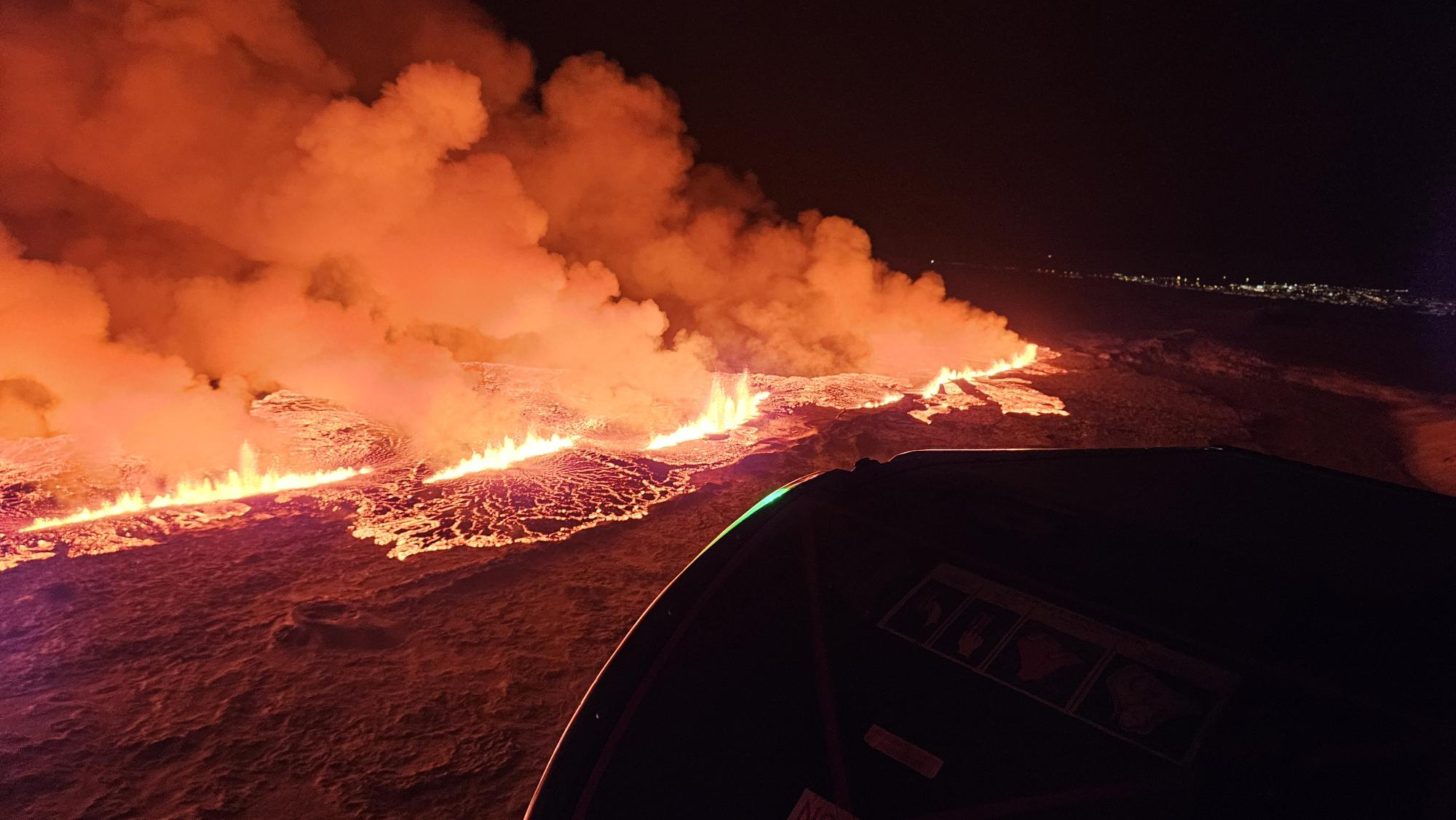
Lange Spalte mit ausfließender Lava, rechts hinten Grindavík am 18. Dezember 2023

Am Abend des 18. Dezember 2023 brach auf rund drei Kilometer Länge eine Spalte nördlich von Grindavík, östlich des Sýlingarfells und von Svartsengi im Bereich der alten Sundhnúkur-Kraterreihe aus (⊙). Die Lava, deren Menge auf rund 100 m³/s geschätzt wurde, floss Richtung Norden ab. Die Arbeiter, die den Schutzwall um das Geothermiekraftwerk Svartsengi und die Blaue Lagune errichteten, wurden abgezogen, da die Lage sehr unübersichtlich war. Die Arbeiten sollten aber schnellstmöglich wieder aufgenommen werden, um noch eine Lücke an der Kreuzung mit einer Straße zu schließen. Der Luftverkehr war zunächst nicht beeinträchtigt.
Die Intensität des Ausbruchs ließ schnell nach. So waren auf der Spalte am Nachmittag des 20. Dezembers 2023 nur noch zwei Stellen aktiv, und der Lavaausfluss hatte sich auf ca. 10 m³/s verringert. Die bisher ausgeflossene Lava bedeckte dabei eine Fläche von 3,7 km².
Vom Typ her ist die Lava ein tholeiitischer Basalt und ähnlich dem der Ausbrüche seit 2021 beim Fagradalsfjall, allerdings etwas „gereifter“ als die der vorherigen Ausbrüche, was bedeutet, dass die Lava einige Zeit irgendwo ruhte und etwas abkühlte, wobei sich chemisch-physikalische Veränderungen ergeben. Es ist allerdings vom Ursprung her eine andere Sorte Lava, als bei den historischen Ausbrüchen in dieser Gegend vor 2400 Jahren.
Am Morgen des 21. Dezembers 2023 konnte dann keinerlei Ausbruchsaktivität mehr festgestellt werden. Zur gleichen Zeit setzte die Erdbebentätigkeit, die während des Ausbruchs zurückgegangen war, wieder verstärkt ein, und auch die Hebungen bei Svartsengi setzten erneut ein.
Nach einer Einschätzung des Vulkanologen Þorvaldur Þórðarson komme die Lava aus der gleichen tiefergelegenen Magmakammer wie bei den Ausbrüchen von Fagradalsfjall und Litli-Hrútur, konnte aber in einer geringeren Tiefe eine Zeit lang auskristallisieren und wurde dadurch leichter, was dann zu dem schnellen Aufstieg führe. Wegen der wieder einsetzenden Hebung des Geländes hielt er einen baldigen neuen Ausbruch für möglich.
Nach seiner Ansicht war das Wichtigste, dass aus diesem Ausbruch gelernt werden konnte, dass Ausbrüche in dieser Gegend sehr schnell und sehr kräftig erfolgen könnten, was eine Vorwarnzeit deutlich verkürze, falls sie dicht an bewohnten Orten stattfänden.
Des Weiteren meinte er, dass die aktuellen Theorien über den Vulkanismus auf der Reykjanes-Halbinsel überdacht werden müssen. Die Ausbrüche, die theoretisch unterschiedlichen Vulkansystemen zugeordnet wurden, scheinen eher zusammen zu gehören.

## Ausbrüche 2024

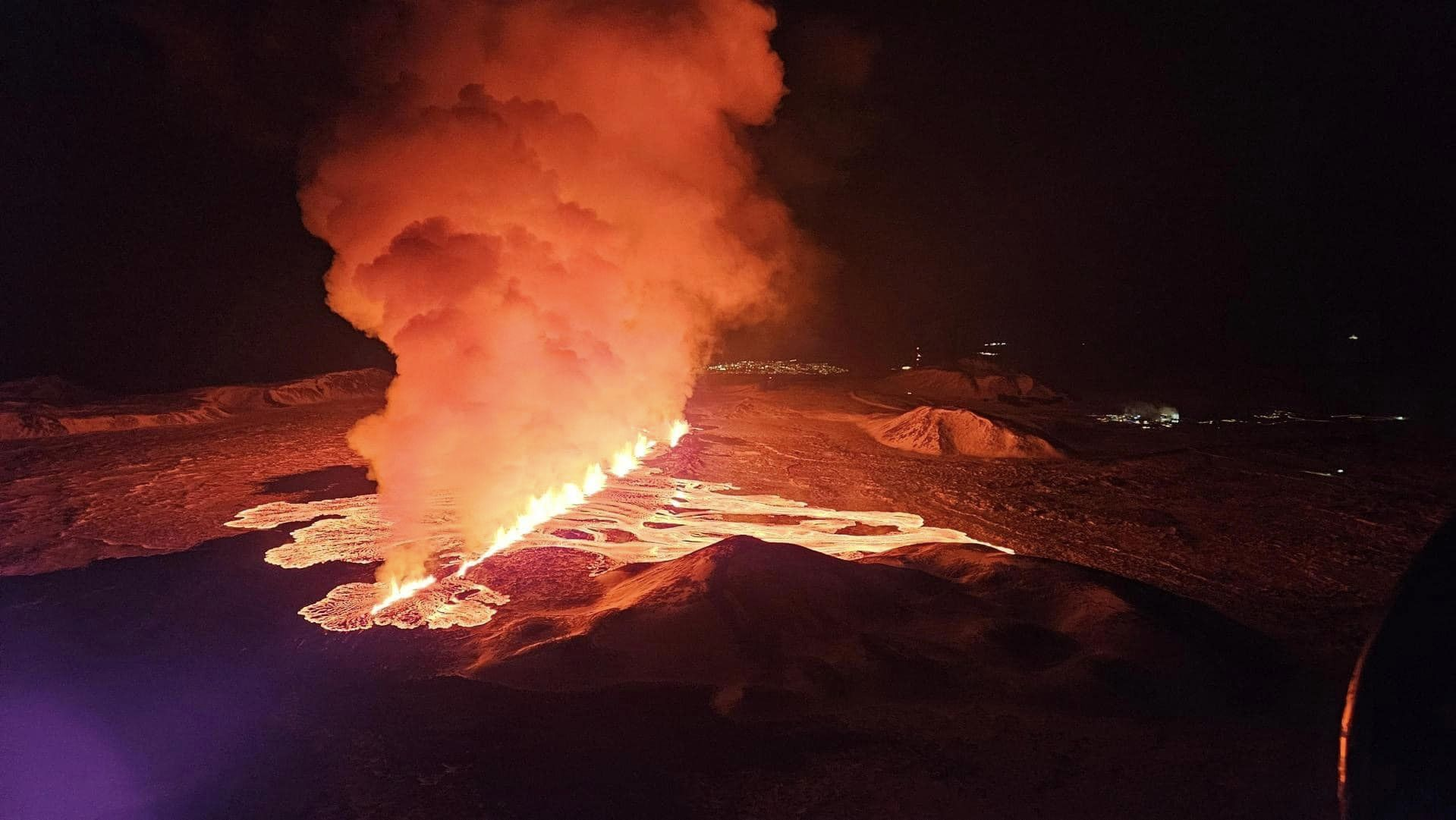
Ausbruch am 8. Februar 2024

Am 14. Januar 2024 kam es um 07:57 Uhr (UTC und Ortszeit) erneut zu einem Ausbruch.
Es fanden Eruptionen aus zwei Spalten heraus statt, aus einer etwa 1500 m langen hinter einem nördlich vor Grindavík errichtetem Schutzwall und einer zweiten davor, nur etwa 150 m von den Häusern entfernt (⊙). Der Ausbruch aus der zweiten Spalte zerstörte bis zum folgenden Tag drei Häuser in Grindavík. Am 15. Januar war die Aktivität bei der südlichen Spalte beendet. Lava entströmte noch der nördlichen Spalte, wobei sich der dort errichtete Schutzwall als wirksam erwies. Die Lava wurde nach Westen abgelenkt. Am 16. Januar waren die Lavaflüsse gänzlich zum Erliegen gekommen.
Am 8. Februar 2024 kam es gegen 6 Uhr Ortszeit zum nächsten Ausbruch. Eine etwa 3 km lange Spalte öffnete sich zwischen den Bergen Sundhnúkur im Süden und dem Stóra-Skógfell im Norden. Die Lava floss überwiegend in westliche Richtung. Das Thermalbad Bláa Lónið (Blaue Lagune) wurde kurzfristig geräumt. Die Lava floss relativ schnell mit ca. 500 m pro Stunde und überquerte am 8. Februar gegen 11 Uhr Ortszeit den Grindavíkurvegur . Sie floss weiter entlang des Bláalónsvegurs  nördlich außerhalb des Schutzwalls und zerstörte gegen 13 Uhr eine Heißwasser-/Fernwärmeleitung, die die Reykjanes-Halbinsel versorgt. Gegen 14 Uhr wurde die Svartsengi-Stromleitung stillgelegt, aus Sorge, dass die Lava die Strommasten beschädigen könnte. Nachdem sich zeigte, dass die Schutzvorkehrungen an den Strommasten gehalten hatten, wurde der Stromtransport durch diese Leitung um etwa 18 Uhr wieder aufgenommen.
Der Lavastrom stoppte etwa 500 m nordöstlich der Blauen Lagune.
Im Laufe des 8. Februar zeigte sich, dass auch dieser Ausbruch nur kurz anhielt. Die Arbeiten zur Wiederherstellung der besonders im Winter benötigten Fernwärmeversorgung dauern an.

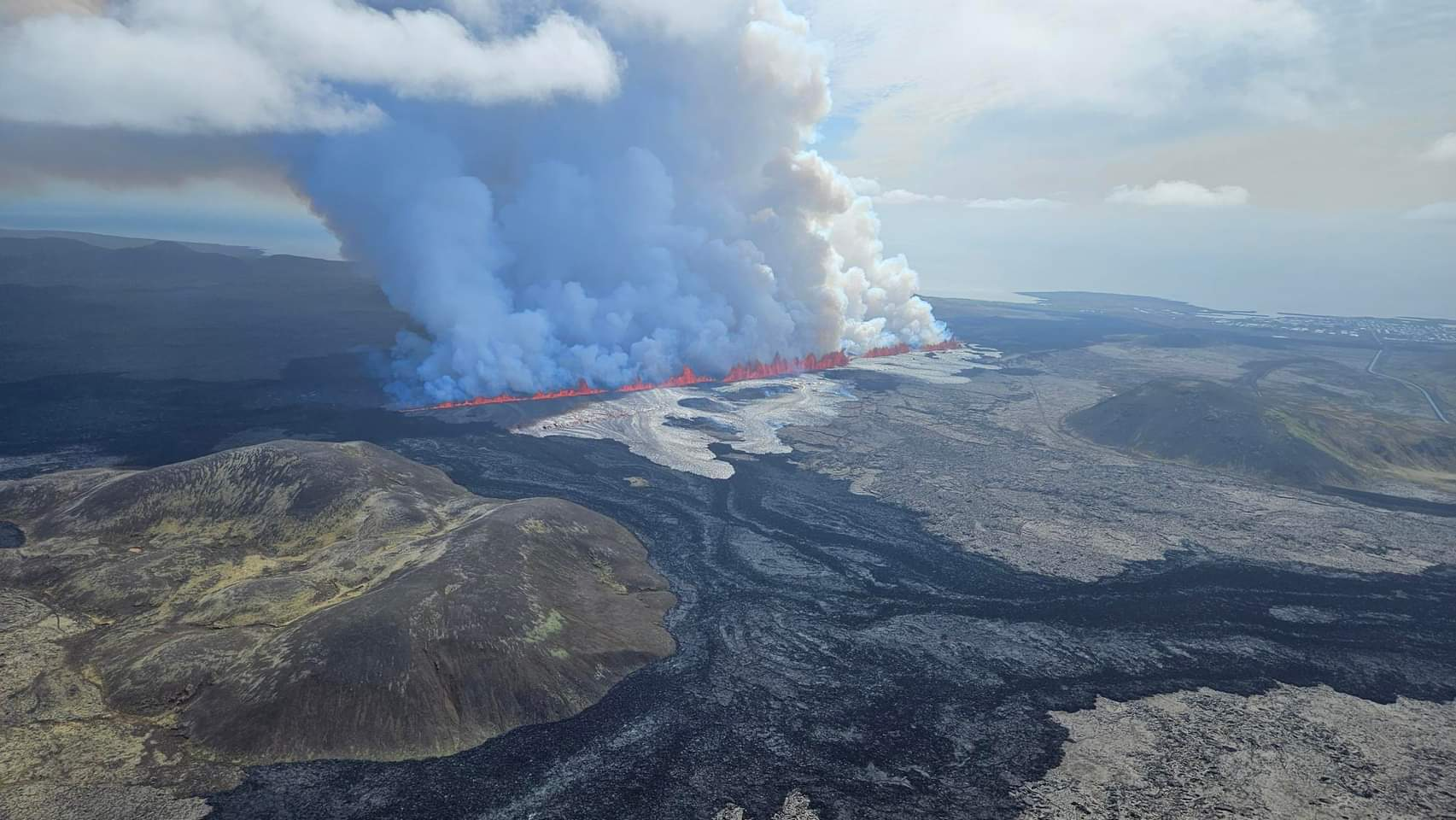
Spaltenausbruch am 29. Mai 2024

Am 16. März 2024 um 20:23 Uhr Ortszeit begann eine neue Eruption. Die Spaltenöffnung trat an etwa der gleichen Stelle auf wie bei der Eruption am 8. Februar. Die Lava floss sowohl in westliche als auch in südliche Richtung. Am Morgen des 17. März erreichte die Lava den Grindavíkurvegur, der bereits durch die letzte Eruption im Februar beschädigt wurde, aber zwischenzeitlich repariert worden war. Die Eruption hielt länger an, allerdings nicht mehr auf der ganzen Länge der Spalte, sondern über einige Vulkankegel, durch die bis zum 9. Mai Lava eruptiert wurde. Zu dem Zeitpunkt konnte nach fast 54 Tagen durchgängiger Aktivität seit 24 Stunden keine neue Lava im letzten Krater mehr beobachtet werden. Damit unterschied sich dieser Ausbruch deutlich von den drei vorhergehenden in diesem Gebiet, die jeweils nur wenige Tage dauerten. Die Schutzwälle vor Grindavík und Svartsengi hielten jedoch stand und es wurden Arbeiten initiiert, um sie weiter zu verstärken, da sie teilweise an ihre Kapazitätsgrenzen gelangten.
Die gesamte von Lava bedeckte Fläche betrug Mitte April 2024 6,15 km² und das ausgestoßene Lavavolumen etwa 33 Millionen m³.
Am 29. Mai 2024 begann um 12:46 Uhr (Ortszeit) eine neue Eruption – die fünfte seit Dezember 2023. Dabei öffnete sich eine etwa 2,5 Kilometer lange Spalte im selben Gebiet wie bei den vorherigen Ausbrüchen. Anfänglich wurden 1500–2000 m³ Lava pro Sekunde ausgestoßen und führten zu einem starken Lavastrom. Gegen 16 Uhr kam es zu mehreren Dampfexplosionen, als Magma in Kontakt mit Grundwasser kam. Die Ausstoßrate nahm im weiteren Verlauf des Tages deutlich ab, die Lavaströme der Ausbrüche von 2024 hatten zu dem Zeitpunkt Grindavík aber landseitig schon fast vollständig umschlossen. Die errichteten Erdbarrieren wurden dabei jedoch nicht überwunden. Mit Stand vom 4. Juni beschränkte sich die Aktivität nur noch auf einen einzelnen Krater. Am 22. Juni wurde die Eruption für beendet erklärt – die Bildung von Kumulat geht jedoch weiter.
Am 22. August 2024 begann eine neue Eruption. Es entstand wieder ein Riss an der Sundhnúkur-Kraterreihe, mit einer Länge von etwa 3,9 Kilometern. Sie wurde zur größten Eruption seit Beginn der Aktivität Ende 2023 und erzeugte bis zu ihrem Ende am 5. September ein Lavafeld mit einem Volumen von 61,2 Millionen m³ und einer Fläche von 15,8 km².
Am 20. November um 23:14 Uhr begann eine neue Eruption; eine 3 Kilometer lange Spalte öffnete sich. Dieses Mal floss Lava so weit westlich wie noch bei keinem Ausbruch zuvor und bedeckte den Parkplatz der Blauen Lagune sowie ein angrenzendes Gebäude. Mit Stand vom 27. November hielt die Aktivität weiterhin an. Jedoch waren von den ursprünglichen drei Schloten nur noch einer aktiv und die Lava floss nur noch nach Osten. Am 8. Dezember wurde letztmals Lava dieses Ausbruchs beobachtet.

## Ausbrüche 2025

### Ausbruch am 1. April

#### Vorgeschichte
Am 11. März 2025 gab das IMO bekannt, dass die Magmaansammlung unter dem Svartsengi-Areal die größte der aktuellen Ausbruchsserie sei. Sie sei auch größer als beim Ausbruch im Dezember 2023. Gleichzeitig nahm die Erdbebenaktivität in besagtem Gebiet weiter zu und ähnelt der Aktivität vor dem Ausbruch im November 2024. Aufgrund dieser Entwicklung ist es sehr wahrscheinlich, dass es innerhalb kurzer Zeit zu einem Magmastrom in die Sundhnúkur-Kraterreihe kommt und es dann dort zum achten Mal zu einem Ausbruch kommt. Ein Ausbruch kann sehr kurzfristig erfolgen. Die ersten Anzeichen sind intensive Erdbebenschwärme unter der Sundhnúkur-Kraterreihe, Druckänderungen in den Brunnenbohrungen des Geothermalkraftwerks in Svartsengi und Verformungen der Landoberfläche, die mit GPS-Echtzeitmessungen und Messungen an Glasfaser-Datenleitungen in diesem Gebiet festgestellt werden können. Innerhalb von 30–40 Minuten kam es dann in der Vergangenheit zu einem Ausbruch.

#### Ausbrüche
Am Morgen des 1. April 2025 gab es einen immer stärker werdenden Erdbebenschwarm, woraufhin Grindavík und die Blaue Lagune evakuiert wurden. Vor dem Stadtrand im Nordosten Grindavíks öffnete sich eine kurze Spalte, aus der Lava floss. Der Erdbebenschwarm setzte gegen 06:30 Uhr ein. In seinem Verlauf ereigneten sich unter anderem über 10 Erdbeben mit einer Magnitude stärker als drei. Um 09:50 startete dann südlich des Ausbruchgeländes vom 24. November 2024 ein Ausbruch. Es bildete sich eine Dyke-Intrusion von ca. 11 km Länge. Benedikt Ófeigsson, vom Icelandic Meteorological Office war gegen 17:00 der Ansicht, dass die Eruption sich dem Ende zuneigt. Die Geländeanhebung unter dem Svartsengi Areal senkt sich immer weiter ab, und am nördlichen Ende der Intrusion treten immer noch merkliche Bodendeformationen und Erdbeben statt, aber die Eruption selber scheint einzuschlafen. Es könne aber trotzdem passieren, das die Eruption wieder zunimmt, oder das irgendwo an einer anderen Stelle Lava austritt. Magnús Tumi Guðmundsson, Professor für Geophysik, ist der Ansicht, dass die Magmenintrusion das Hauptereignis ist, und die Eruption nur ein kleines Leck als Nebenereignis. Die Intrusion erweitert sich nach Norden, und es ist aufgrund der langen Vorgeschichte ohne Ausbruch eher unwahrscheinlich, dass es dort zu einem Ausbruch kommt. Ungeachtet der weitestgehend abgeklungenen Eruption ging der starke Erdbebenschwarm auf der Reykjanes-Halbinsel weiter, mit vielen Erdbeben über einer Magnitude von drei und sogar einem Erdbeben der Magnitude 5,3, welches auch in Reykjavík deutlich zu spüren war. Allerdings finden diese Erdbeben nun vor allem am nördlichen Ende der Intrusion und der Spitze der Reykjanes-Halbinsel statt. Die Gründe für den Erdbebenschwarm sind unklar. Falls er nicht aufgrund tektonischer Spannungen entstanden ist, ist eine Verbindung mit vulkanischen Vorgängen denkbar, und eine Eruption im Meer könnte sich abzeichnen. Diese könnte wegen des Wassers durchaus explosiv sein. Der Vulkanologe Þorvaldur Þórðarson ist der Ansicht, das die aktuellen Aktivitäten an der Sundhnúkur-Kraterkette zu einem baldigen Ende kommen. Der Zufluss in die flache Magmakammer in der Svartsengi Region sei in den letzten Jahren immer schwächer geworden. Im Dezember 2023 lag sie bei 8-7 m³/s, und jetzt sind es nur noch zwei Kubikmeter pro Sekunde. Das legt ein baldiges Ende der Ausbruchsserie an der Sundhnúkur-Kraterkette nahe. Ob es noch zu einer weiteren Eruption kommt, könnte man in den nächsten Tagen vielleicht daran abschätzen, ob, und wie schnell sich die Magmakammer unter der Svartsengi Region wieder füllt. Die aktuelle schwache Eruption trotz der relativ starken Füllung der Magmakammer ist nach seiner Ansicht dadurch zu erklären, dass durch die Magmenintrusion fast alles in Spalten abgeflossen ist. Nach dem schon am 1. April nach wenigen Stunden keine Lava mehr beobachtet wurde, wurde am 3. April der Ausbruch auch offiziell für beendet erklärt. Die Erdbebentätigkeit auf der Reykjanesskagi Halbinsel geht indessen weiter. Ebenfalls fängt das Gelände bei Svartsengi wieder an, sich zu heben. Über der Stelle der Intrusion bei Litla-Skógfell hat sich ein Graben gebildet. Dort wurde Magma in ca. 1 bis 1,5 km Tiefe vermutet. Ein Austritt wurde aber als sehr unwahrscheinlich angesehen. Die Intrusion erstreckte sich nicht über die ganze Länge, an der Erdbeben gemessen wurden. Insbesondere reichte sie im Norden nicht bis an die Reykjanesbraut, in deren Bereich Erdbebenherde erkannt wurden.

### Ausbruch ab dem 16. Juli
Am 16. Juli 2025 begann die neunte Eruption der Serie am nördlichen Ende der vorherigen Ausbruchsgebiete. Gegen 23:55 Ortszeit des 15. Juli 2025 wurden erste Bewegungen von Magma erkannt, und um 03:53 des 16. Juli 2025 öffnete sich dann eine Spalte im nördlichen Bereich des Ausbruchsgebietes an der Sundhnúkur-Kraterkette. Gegen 12:00 öffnete sich dann noch eine kürzere Spalte nördlich der ursprünglichen. Die maximale Längenausdehnung der Spalteneruption betrug 2,5 km auf dem Höhepunkt der Eruption. Der Richtungsverlauf der Spalten entspricht der der vorherigen Ausbrüche: Südwest nach Nordost. Grindavík und die „blaue Lagune“ wurden evakuiert. Der Ausbruch wurde bis kurz vorher nicht erwartet. Die Lava fließt im Wesentlichen ostwärts Richtung Fagridalur und Fagradalsfjall. Im Zusammenhang mit der Bodenerhebung unter Svartsengi und der relativ kleinen Eruption wird auch mit einer kurzen Eruption gerechnet, so dass für Grindavík und das Geothermiekraftwerk und Bad in Svartsengi keine Gefahr erwartet wird. Dementsprechend wurde dann auch am 17. Juli 2025 Grindavík wieder für öffentlichen Verkehr geöffnet. Am 18. Juli 2025 konnte die Eruption wegen schlechter Sichtverhältnisse am Eruptionsort nicht gut eingeschätzt werden. Doch wurde vermutet, dass sie sich stark abgeschwächt hatte und sie vermutlich nicht über das Wochenende hinaus andauern würde. Trotzdem existierte in vielen Teilen von Island durch den Ausbruch eine starke Belastung durch vulkanische Gase. Entgegen den Erwartungen dauerte die Eruption auch am Dienstag, den 22. Juli 2025 noch an. Der Ausbruch hat sich aber auf eine einzelne Ausbruchsstelle konzentriert, von der aus Lava nach Osten strömt. Bisher haben sich noch keine Lavateiche gebildet. Trotz der zurückgegangenen Aktivität bleibt die Belastung durch vulkanischen Smog in Island hoch, mit einer Spitze am 21. Juli 2025. Entgegen allen Annahmen, das die Eruption aufhören würde, dauert sie auch am 30. Juli 2025 noch an. Die Luftverhältnisse in Island haben sich aber deutlich gebessert, weil die nahezu windstillen Verhältnisse nicht mehr existieren. Trotzdem können einzelne benachbarte Regionen noch durch vulkanische Gase belästigt werden. Die Eruption konzentriert sich weiter auf einen Krater, aus dem stetig ein Lavastrom nach Osten und Südosten abfließt. Der Abfluss der Lava erfolgt größtenteils durch Tunnel und Röhren in Lavateiche, die sich mittlerweile gebildet haben. Das Betreten dieser Lavateiche, die an der Oberfläche abgekühlt sind, ist extrem gefährlich. Darum wird diese Region durch die Behörden abgesperrt. Trotz des stetigen Abflusses von Lava hebt sich das Gelände bei Svartsengi langsam an.
Am 5. August 2025 war der Ausbruch offiziell beendet, nachdem nach zwanzig Tagen keine Aktivität mehr am letzten verbliebenen Krater zu erkennen war. Die Geländehebungen bei Svartsengi haben sich wieder auf dem üblichen Niveau eingependelt. Wenn dieses anhält, ist irgendwann mit einem neuen Ausbruch zu rechnen.

## Ausbruchsübersicht
Seit Dezember 2023 gab es insgesamt 9 Ausbrüche an der Sundhnúkur-Kraterkette. Dauer und Intensität unterschieden sich dabei stark und manche der anfänglichen Spalteneruptionen verlagerten sich mit der Zeit in einzelne Krater.
| Nr. | Beginn (Ortszeit) | Dauer (Tage) | Lavavolumen (Millionen m³) | Fläche Lavafeld (km²) |
| --- | ----------------- | ------------ | -------------------------- | --------------------- |
| 1   | 18.12.2023 22:17  | 2,5          | 12                         | 3,4                   |
| 2   | 14.01.2024 07:57  | 2            | 2                          | 0,7                   |
| 3   | 08.02.2024 06:02  | 1            | 13                         | 4,0                   |
| 4   | 16.03.2024 20:23  | 53           | 35                         | 6,2                   |
| 5   | 29.05.2024 07:57  | 24           | 45                         | 9,3                   |
| 6   | 22.08.2024 21.26  | 14           | 61                         | 15,8                  |
| 7   | 20.11.2024 23:14  | 18           | 49                         | 9,0                   |
| 8   | 01.04.2025 09:50  | 1            | 0,4                        | 0,2                   |
| 9   | 16.07.2025 03:54  | 20           |                            |                       |